# Euro Winners Cup 2018
La Euro Winners Cup 2018 è la 6ª edizione del torneo continentale riservato ai club di beach soccer vincitori nella precedente stagione del massimo campionato delle federazioni affiliate alla UEFA. La competizione è iniziata il 25 maggio per poi terminare il 3 giugno 2018. Tutte le partite si giocheranno a Nazaré, in Portogallo.
La squadra detentrice è il Braga che è riuscita a riconfermarsi campione.

## Partecipanti
Per questa edizione saranno 58 le squadre partecipanti, provenienti da 26 paesi differenti. Sono 26 le squadre direttamente qualificate al turno principale mentre le restanti 32 hanno preso parte al turno preliminare, che corrisponde alla Nazaré Cup.

### Qualificazione
Come da regolamento BSWW, la qualificazione per la EWC 2018 è stata ottenuta come segue:
I campioni in carica si qualificano automaticamente nella fase finale (Braga del Portogallo).
I vincitori di tutti i campionati nazionali di beach soccer hanno diritto alla qualificazione automatica alla fase finale. (Si noti che nessun campione del campionato portoghese si è qualificato, in quanto il Braga ha già ottenuto il pass come campione in carica della EWC)
Il club ospitante si qualifica automaticamente alla fase finale (ACD Sótão), insieme ai vincitori e ai secondi classificati della lega nazionale del suo paese. (Come club portoghese, i vincitori della lega del proprio paese erano Braga che si era già qualificato, quindi questo posto è stato premiato per il team che è arrivato terzo nel FPF Campeonato Nacional.)
Qualsiasi altro club che non ha vinto il proprio campionato nazionale può entrare nel round preliminare per qualificarsi per la fase finale.
Per quanto riguarda il contesto, nel febbraio 2018, BSWW ha ritenuto che i primi quattro campionati in Europa fossero (in nessun ordine particolare) il campionato portoghese, russo, italiano e spagnolo.
| Fase finale                    | Fase finale              | Fase finale              | Fase finale         |
| ------------------------------ | ------------------------ | ------------------------ | ------------------- |
| Braga (TH)                     | Egmond                   | Nõmme                    | Oslo                |
| ACD Sótão (H)                  | Vybor                    | Rostocker Robben         | West Deva           |
| Sporting CP (2°)               | KP Lódz                  | Vamos Braine le Château  | SK BO EU Teplice    |
| GR Amigos Paz (3°)             | Dinamo Batumi            | Kreiss                   | Djoker Chisinau     |
| Lokomotiv Mosca                | Alanya Belediyespor      | Marsielle                | Igol                |
| Sambenedettese                 | BATE Borisov             | AO Kefallinia            | Copenhagen          |
| Melistar Melilla               | Spartak Varna            |                          |                     |
| Turno preliminare / Nazaré Cup |                          |                          |                     |
| Chelas                         | BIR                      | Playas de Mazarrón       | Siófoki Bányász SE  |
| Leixões                        | Benfica Caldas da Rainha | AIS Playas de San Javier | Olimpia-Stels       |
| GR Olival Basto                | Casa Benfica de Loures   | Kristall                 | Portsmouth          |
| Varzim                         | Salgueiros 08            | Delta Saratov            | Falfala Kfar Qassem |
| GDP Costa de Caparica          | Viareggio                | Dunkerquois Littoral     | Academy             |
| São Domingos                   | Catania                  | Montpellier Hérault      | APS Napoli Patron   |
| AD Buarcos                     | Atletico Licata          | Artur Music              | Boca Gdańsk         |
| Nacional                       | Levante                  | Wuppertaler SV           | BSMA                |

Note
- (TH) – Club detentore del titolo
- (H) – Club ospitante

## Sede
| Praia de Nazaré (Nazaré Beach) è la sede ospitante della competizione per il secondo anno consecutivo. | Nazaré · Nazaré in Portogallo. | Nazaré · Nazaré in Portogallo. |

Due luoghi sono stati utilizzati per le partite della competizione a: Nazaré, Distretto di Leiria, Portogallo.
Le partite si sono svolte a Praia de Nazaré (spiaggia Nazaré) nei due campi:
- Il campo principale, altrimenti noto come Estádio do Viveiro (Stadio Viveiro), con una capacità di 1.600.[11]

Ospita 79 partite, comprese tutte le partite principali nella fase a eliminazione diretta.
- Piazzola 2, un campo appositamente progettato, adiacente allo stadio principale.

Ospitante 48 partite.

## Sorteggio
I sorteggi si sono svolti il 9 maggio alle 12:00 ora locale a Nazaré, Portogallo presso la Biblioteca Municipal de Nazaré, diretti dal sindaco di Nazaré, Walter Chicharro, il direttore FPF Pedro Dias, il Presidente Gabino Renales ed il capo delle competizioni Josep Ponset del BSWW.

### Nazaré Cup / Turno preliminare
Il comitato organizzatore della BSWW ha deciso di dividere le 32 squadre in otto gruppi di quattro, conducendo il sorteggio come segue:
| Urne | | | |
| Pre assegnati | Urna 1 | Urna 2 | Urna 3 |
| - Nacional (A1) - Artur Music (B1) - Kristall ( C1) - Levante (D1) - Catania (E1) - BSMA (F1) - Boca Gdańsk (G1) - Siófoki Bányász SE (H1) | - Casa Benfica de Loures - Delta Saratov - Playas de Mazarrón - Viareggio - Falfala Kfar Qassem - Wuppertaler SV - Portsmouth - Academy | - Montpellier Hérault - APS Napoli Patron - Olimpia-Stels - Leixões - AIS Playas de San Javier - Atletico Licata - Dunkerque Littoral - Varzim | - Benfica Caldas da Rainha - AD Buarcos - GDP Costa de Caparica - Salgueiros 08 - GR Olival Basto - Chelas - BIR - São Domingos |

### Fase finale
Il comitato organizzatore della BSWW ha deciso di dividere le 34 squadre in sette gruppi di quattro e due gruppi di tre. Due dei gruppi di quattro coinvolgono gli otto qualificati del turno preliminare. Ciò significava che il sorteggio riguardava la determinazione di solo cinque dei sette gruppi di quattro, condotti come segue:
| Pots | | |                                                                         |
| Presa segnati | Urna 1                                                                                                 | Urna 2                                                                                                 | Urna 3                                                                  |
| - ACD Sótão (A1) - Braga (B1) - Sporting CP (C1) - Vybor (D1) - Lokomotiv Moscow (E1) - Melistar Melilla (F1) - Sambenedettese (G1) | - GR Amigos Paz - Dinamo Batumi - KP Lódz - Alanya Belediyespor - Spartak Varna - BATE Borisov - Nõmme | - Rostocker Robben - Vamos Braine le Château - Egmond - Kreiss - Marseille - AO Kefallinia - West Deva | - Djoker Chisinau - Copenhagen - Igol Vilnius - Oslo - SK BO EU Teplice |

## Turno preliminare
Il turno preliminare è aperto a tutti i club che non si sono qualificati automaticamente per il Main Round come campioni nazionali. È composto da otto gruppi da 4 squadre che si affrontano in gironi all'italiana. Le vincenti di ogni girone passano alla fase finale. Gli incontri si sono svolti tra il 25 e 27 maggio 2018.
Il turno preliminare ha subito notevoli cambiamenti. Nell’EWC 2017, cinque degli otto qualificati ai quarti di finale e tre delle quattro semifinaliste si sono qualificati alla competizione tramite questa strada; solo tre squadre nei quarti di finale e una squadra in semifinale si era qualificata come campione nazionale.
Per proteggere lo scopo originale della competizione come un campionato principalmente per i campioni della lega europea, la BSWW ha apportato modifiche assicurando che quest'anno solo due qualificati ai quarti di finale e successivamente una semifinalista sarebbero stati qualificati per il percorso di non campione dal turno preliminare. Tre semifinalisti sono stati garantiti ai campioni nazionali della lega.
Questo è stato successivamente rivisto in modo che una sola squadra sì qualificata nei quarti di finale, mentre gli altri sette sarebbero stati garantiti ai campioni. Non era più garantito nessun posto in semifinale.

### Gruppo A
| Squadra               | P.ti | G | V | V+ | Vp | P | GF | GS | DR |
| --------------------- | ---- | - | - | -- | -- | - | -- | -- | -- |
| Playas de Mazarrón    | 9    | 3 | 3 | 0  | 0  | 0 | 10 | 1  | +9 |
| Nacional              | 6    | 3 | 2 | 0  | 0  | 1 | 13 | 8  | +5 |
| Olimpia-Stels         | 3    | 3 | 1 | 0  | 0  | 2 | 4  | 12 | –8 |
| GDP Costa da Caparica | 0    | 3 | 0 | 0  | 0  | 3 | 5  | 11 | –6 |

| Squadra 1          | Risultato  | Squadra 2             |
| ------------------ | ---------- | --------------------- |
| Playas de Mazarrón | 4-0 Report | Olimpia-Stels         |
| Nacional           | 6-3 Report | GDP Costa da Caparica |
| Playas de Mazarrón | 2–1 Report | GDP Costa da Caparica |
| Nacional           | 7-1 Report | Olimpia-Stels         |
| Olimpia-Stels      | 3-1 Report | GDP Costa da Caparica |
| Nacional           | 0-4 Report | Playas de Mazarrón    |

### Gruppo B
| Squadra                  | P.ti | G | V | V+ | Vp | P | GF | GS | DR  |
| ------------------------ | ---- | - | - | -- | -- | - | -- | -- | --- |
| Artur Music              | 9    | 3 | 3 | 0  | 0  | 0 | 13 | 8  | +5  |
| Delta Saratov            | 6    | 3 | 2 | 0  | 0  | 1 | 11 | 6  | +5  |
| AIS Playas de San Javier | 3    | 3 | 1 | 0  | 0  | 2 | 11 | 10 | +1  |
| BIR                      | 0    | 3 | 0 | 0  | 0  | 3 | 5  | 16 | –11 |

| Squadra 1                | Risultato  | Squadra 2                |
| ------------------------ | ---------- | ------------------------ |
| Delta Saratov            | 2-1 Report | AIS Playas de San Javier |
| Artur Music              | 4-1 Report | BIR                      |
| Delta Saratov            | 6-1 Report | BIR                      |
| AIS Playas de San Javier | 4-5 Report | Artur Music              |
| AIS Playas de San Javier | 6-3 Report | BIR                      |
| Delta Saratov            | 3-4 Report | Artur Music              |

### Gruppo C
| Squadra       | P.ti | G | V | V+ | Vp | P | GF | GS | DR  |
| ------------- | ---- | - | - | -- | -- | - | -- | -- | --- |
| Kristall      | 9    | 3 | 3 | 0  | 0  | 0 | 32 | 1  | +31 |
| Salgueiros 08 | 6    | 3 | 2 | 0  | 0  | 1 | 11 | 16 | –5  |
| Academy       | 3    | 3 | 1 | 0  | 0  | 2 | 6  | 17 | –11 |
| Varzim        | 0    | 3 | 0 | 0  | 0  | 3 | 6  | 21 | –15 |

| Squadra 1     | Risultato   | Squadra 2     |
| ------------- | ----------- | ------------- |
| Academy       | 4-2 Report  | Varzim        |
| Kristall      | 10-1 Report | Salgueiros 08 |
| Salgueiros 08 | 5-2 Report  | Academy       |
| Varzim        | 0-12 Report | Kristall      |
| Salgueiros 08 | 5-4 Report  | Varzim        |
| Academy       | 0-10 Report | Kristall      |

### Gruppo D
| Squadra              | P.ti | G | V | V+ | Vp | P | GF | GS | DR  |
| -------------------- | ---- | - | - | -- | -- | - | -- | -- | --- |
| Falfala Kfar Qassem  | 9    | 3 | 3 | 0  | 0  | 0 | 27 | 15 | +12 |
| Levante              | 6    | 3 | 2 | 0  | 0  | 1 | 20 | 12 | +8  |
| AD Buarcos           | 3    | 3 | 1 | 0  | 0  | 2 | 11 | 21 | –10 |
| Dunkerquois Littoral | 0    | 3 | 0 | 0  | 0  | 3 | 7  | 17 | –10 |

| Squadra 1            | Risultato   | Squadra 2            |
| -------------------- | ----------- | -------------------- |
| Kfar Qassem          | 7-4 Report  | Dunkerquois Littoral |
| Levante              | 8-2 Report  | AD Buarcos           |
| Kfar Qassem          | 11-4 Report | AD Buarcos           |
| Dunkerquois Littoral | 1-5 Report  | Levante              |
| AD Buarcos           | 5-2 Report  | Dunkerquois Littoral |
| Levante              | 7-9 Report  | Kfar Qassem          |

### Gruppo E
| Squadra                  | P.ti | G | V | V+ | Vp | P | GF | GS | DR  |
| ------------------------ | ---- | - | - | -- | -- | - | -- | -- | --- |
| Catania                  | 9    | 3 | 3 | 0  | 0  | 0 | 27 | 9  | +18 |
| Wuppertaler SV           | 6    | 3 | 2 | 0  | 0  | 1 | 10 | 10 | 0   |
| Montpellier Hérault      | 1    | 3 | 0 | 0  | 1  | 2 | 9  | 15 | –6  |
| Benfica Caldas da Rainha | 0    | 3 | 0 | 0  | 0  | 3 | 8  | 20 | –12 |

| Squadra 1           | Risultato              | Squadra 2                |
| ------------------- | ---------------------- | ------------------------ |
| Wuppertaler SV      | 3-2 Report             | Montpellier Hérault      |
| Catania             | 12-3 Report            | Benfica Caldas da Rainha |
| Wuppertaler SV      | 4-1 Report             | Benfica Caldas da Rainha |
| Montpellier Hérault | 3-8 Report             | Catania                  |
| Montpellier Hérault | 4-4 dts 3-2 dcr Report | Benfica Caldas da Rainha |
| Wuppertaler SV      | 3-7 Report             | Catania                  |

### Gruppo F
| Squadra           | P.ti | G | V | V+ | Vp | P | GF | GS | DR  |
| ----------------- | ---- | - | - | -- | -- | - | -- | -- | --- |
| Viareggio         | 9    | 3 | 3 | 0  | 0  | 0 | 32 | 8  | +24 |
| APS Napoli Patron | 6    | 3 | 2 | 0  | 0  | 1 | 11 | 8  | +3  |
| GR Olival Basto   | 3    | 3 | 1 | 0  | 0  | 2 | 5  | 10 | –5  |
| BSMA              | 0    | 3 | 0 | 0  | 0  | 3 | 5  | 27 | –22 |

| Squadra 1         | Risultato   | Squadra 2         |
| ----------------- | ----------- | ----------------- |
| Viareggio         | 5-4 Report  | APS Napoli Patron |
| GR Olival Basto   | 3-0 Report  | BSMA              |
| Viareggio         | 8-1 Report  | GR Olival Basto   |
| BSMA              | 2-5 Report  | APS Napoli Patron |
| APS Napoli Patron | 2-1 Report  | GR Olival Basto   |
| BSMA              | 3-19 Report | Viareggio         |

### Gruppo G
| Squadra      | P.ti | G | V | V+ | Vp | P | GF | GS | DR  |
| ------------ | ---- | - | - | -- | -- | - | -- | -- | --- |
| Boca Gdańsk  | 8    | 3 | 2 | 1  | 0  | 0 | 25 | 6  | +19 |
| Leixões      | 6    | 3 | 2 | 0  | 0  | 1 | 13 | 13 | 0   |
| São Domingos | 2    | 3 | 0 | 1  | 0  | 2 | 8  | 17 | –9  |
| Portsmouth   | 0    | 3 | 0 | 0  | 0  | 3 | 8  | 18 | –10 |

| Squadra 1    | Risultato      | Squadra 2    |
| ------------ | -------------- | ------------ |
| Leixões      | 5-4 Report     | Portsmouth   |
| Boca Gdańsk  | 10-1 Report    | São Domingos |
| São Domingos | 4-3 dts Report | Portsmouth   |
| Leixões      | 4-6 dts Report | Boca Gdańsk  |
| Leixões      | 4-3 Report     | São Domingos |
| Portsmouth   | 1-9 Report     | Boca Gdańsk  |

### Gruppo H
| Squadra                | P.ti | G | V | V+ | Vp | P | GF | GS | DR  |
| ---------------------- | ---- | - | - | -- | -- | - | -- | -- | --- |
| Casa Benfica de Loures | 9    | 3 | 3 | 0  | 0  | 0 | 34 | 10 | +24 |
| Siófoki Bányász SE     | 4    | 3 | 1 | 0  | 1  | 1 | 10 | 11 | –1  |
| Chelas                 | 3    | 3 | 1 | 0  | 0  | 2 | 14 | 16 | –2  |
| Atletico Licata        | 0    | 3 | 0 | 0  | 0  | 3 | 6  | 27 | –21 |

| Squadra 1              | Risultato              | Squadra 2              |
| ---------------------- | ---------------------- | ---------------------- |
| Casa Benfica de Loures | 17-2 Report            | Atletico Licata        |
| Siófoki Bányász SE     | 3-3 dts 3-1 dcr Report | Chelas                 |
| Casa Benfica de Loures | 11-6 Report            | Chelas                 |
| Atletico Licata        | 2-5 Report             | Siófoki Bányász SE     |
| Chelas                 | 5-2 Report             | Atletico Licata        |
| Siófoki Bányász SE     | 2-6 Report             | Casa Benfica de Loures |

## Turno principale
Il turno principale è composto da nove gruppi da 3 o 4 squadre che si affrontano in gironi all'italiana, divise in due percorsi: 7 gruppi sono composti dalle squadre qualificate direttamente a questo turno e si qualificano le prime due, mentre i 2 gruppi rimanenti sono composti dalle squadre vincitrici del turno precedente e si qualificano solo le prime. Gli incontri si sono svolti tra il 28 ed il 30 maggio 2018.

### Gruppo A
| Squadra   | P.ti | G | V | V+ | Vp | P | GF | GS | DR |
| --------- | ---- | - | - | -- | -- | - | -- | -- | -- |
| KP Łódź   | 6    | 2 | 2 | 0  | 0  | 0 | 9  | 5  | +4 |
| Kreiss    | 3    | 2 | 1 | 0  | 0  | 1 | 4  | 4  | 0  |
| ACD Sótão | 0    | 2 | 0 | 0  | 0  | 2 | 4  | 8  | –4 |

| Squadra 1 | Risultato  | Squadra 2 |
| --------- | ---------- | --------- |
| Kreiss    | 2-1 Report | ACD Sótão |
| KP Łódź   | 3-2 Report | Kreiss    |
| KP Łódź   | 6-3 Report | ACD Sótão |

### Gruppo B
| Squadra          | P.ti | G | V | V+ | Vp | P | GF | GS | DR  |
| ---------------- | ---- | - | - | -- | -- | - | -- | -- | --- |
| Braga            | 9    | 3 | 3 | 0  | 0  | 0 | 34 | 4  | +30 |
| Spartak Varna    | 6    | 3 | 2 | 0  | 0  | 1 | 12 | 17 | –5  |
| Marseille        | 3    | 3 | 1 | 0  | 0  | 2 | 13 | 19 | –6  |
| SK BO EU Teplice | 0    | 3 | 0 | 0  | 0  | 3 | 10 | 29 | –19 |

| Squadra 1        | Risultato   | Squadra 2        |
| ---------------- | ----------- | ---------------- |
| Braga            | 14-2 Report | SK BO EU Teplice |
| Spartak Varna    | 5-3 Report  | Marseille        |
| Spartak Varna    | 7-3 Report  | SK BO EU Teplice |
| Marseille        | 2-9 Report  | Braga            |
| Braga            | 11-0 Report | Spartak Varna    |
| SK BO EU Teplice | 5-8 Report  | Marseille        |

### Gruppo C
| Squadra     | P.ti | G | V | V+ | Vp | P | GF | GS | DR  |
| ----------- | ---- | - | - | -- | -- | - | -- | -- | --- |
| Sporting CP | 8    | 3 | 2 | 1  | 0  | 0 | 29 | 9  | +20 |
| Nömme       | 6    | 3 | 2 | 0  | 0  | 1 | 12 | 16 | –4  |
| Egmond      | 3    | 3 | 1 | 0  | 0  | 2 | 13 | 15 | –2  |
| Copenhagen  | 0    | 3 | 0 | 0  | 0  | 3 | 6  | 20 | –14 |

| Squadra 1   | Risultato      | Squadra 2   |
| ----------- | -------------- | ----------- |
| Sporting CP | 12-1 Report    | Copenhagen  |
| Nõmme       | 5-4 Report     | Egmond      |
| Nõmme       | 5-3 Report     | Copenhagen  |
| Egmond      | 6-8 dts Report | Sporting CP |
| Sporting CP | 9-2 Report     | Nõmme       |
| Copenhagen  | 2-3 Report     | Egmond      |

### Gruppo D
| Squadra       | P.ti | G | V | V+ | Vp | P | GF | GS | DR |
| ------------- | ---- | - | - | -- | -- | - | -- | -- | -- |
| Vybor         | 9    | 3 | 3 | 0  | 0  | 0 | 8  | 2  | +6 |
| West Deva     | 5    | 3 | 1 | 1  | 0  | 1 | 14 | 12 | +2 |
| GR Amigos Paz | 3    | 3 | 1 | 0  | 0  | 2 | 12 | 11 | +1 |
| Oslo          | 0    | 3 | 0 | 0  | 0  | 3 | 5  | 14 | –9 |

| Squadra 1     | Risultato  | Squadra 2     |
| ------------- | ---------- | ------------- |
| West Deva     | 7-6 Report | GR Amigos Paz |
| Vybor         | 3-0 Report | Oslo          |
| GR Amigos Paz | 5-2 Report | Oslo          |
| West Deva     | 1-3 Report | Vybor         |
| West Deva     | 6-3 Report | Oslo          |
| GR Amigos Paz | 1-2 Report | Vybor         |

### Gruppo E
| Squadra                 | P.ti | G | V | V+ | Vp | P | GF | GS | DR  |
| ----------------------- | ---- | - | - | -- | -- | - | -- | -- | --- |
| Lokomotiv Mosca         | 9    | 3 | 3 | 0  | 0  | 0 | 26 | 5  | +21 |
| Alanya Belediyespor     | 6    | 3 | 2 | 0  | 0  | 1 | 17 | 11 | +6  |
| Igol                    | 3    | 3 | 1 | 0  | 0  | 2 | 10 | 16 | –6  |
| Vamos Braine le Château | 0    | 3 | 0 | 0  | 0  | 3 | 1  | 22 | –21 |

| Squadra 1               | Risultato   | Squadra 2               |
| ----------------------- | ----------- | ----------------------- |
| Alanya Belediyespor     | 8-1 Report  | Vamos Braine le Château |
| Lokomotiv Mosca         | 10-2 Report | Igol Vilnius            |
| Alanya Belediyespor     | 6-1 Report  | Igol Vilnius            |
| Vamos Braine le Château | 0-7 Report  | Lokomotiv Mosca         |
| Igol Vilnius            | 7-0 Report  | Vamos Braine le Château |
| Alanya Belediyespor     | 3-9 Report  | Lokomotiv Mosca         |

### Gruppo F
| Squadra          | P.ti | G | V | V+ | Vp | P | GF | GS | DR  |
| ---------------- | ---- | - | - | -- | -- | - | -- | -- | --- |
| BATE Borisov     | 9    | 3 | 3 | 0  | 0  | 0 | 16 | 7  | +9  |
| Melistar Melilla | 6    | 3 | 2 | 0  | 0  | 1 | 23 | 9  | +14 |
| AO Kefallinia    | 3    | 3 | 1 | 0  | 0  | 2 | 7  | 15 | –8  |
| Djoker Chisinau  | 0    | 3 | 0 | 0  | 0  | 3 | 5  | 20 | –15 |

| Squadra 1        | Risultato   | Squadra 2        |
| ---------------- | ----------- | ---------------- |
| BATE Borisov     | 5-2 Report  | AO Kefallinia    |
| Melistar Melilla | 11-2 Report | Djoker Chisinau  |
| BATE Borisov     | 6-1 Report  | Djoker Chisinau  |
| AO Kefallinia    | 2-8 Report  | Melistar Melilla |
| AO Kefallinia    | 3-2 Report  | Djoker Chisinau  |
| Melistar Melilla | 4-5 Report  | BATE Borisov     |

### Gruppo G
| Squadra          | P.ti | G | V | V+ | Vp | P | GF | GS | DR  |
| ---------------- | ---- | - | - | -- | -- | - | -- | -- | --- |
| Sambenedettese   | 6    | 2 | 2 | 0  | 0  | 0 | 11 | 1  | +10 |
| Dinamo Batumi    | 3    | 2 | 1 | 0  | 0  | 1 | 6  | 10 | –4  |
| Rostocker Robben | 0    | 2 | 0 | 0  | 0  | 2 | 4  | 10 | –6  |

| Squadra 1      | Risultato  | Squadra 2        |
| -------------- | ---------- | ---------------- |
| Sambenedettese | 5-0 Report | Rostocker Robben |
| Dinamo Batumi  | 5-4 Report | Rostocker Robben |
| Sambenedettese | 6-1 Report | Dinamo Batumi    |

### Gruppo H
Girone valido come semifinale della Nazaré Cup.
| Squadra     | P.ti | G | V | V+ | Vp | P | GF | GS | DR |
| ----------- | ---- | - | - | -- | -- | - | -- | -- | -- |
| Kristall    | 9    | 3 | 3 | 0  | 0  | 0 | 13 | 7  | +6 |
| Viareggio   | 5    | 3 | 1 | 1  | 0  | 1 | 10 | 9  | +1 |
| Catania     | 1    | 3 | 0 | 0  | 1  | 2 | 11 | 14 | –3 |
| Artur Music | 0    | 3 | 0 | 0  | 0  | 1 | 6  | 10 | –4 |

| Squadra 1   | Risultato              | Squadra 2   |
| ----------- | ---------------------- | ----------- |
| Viareggio   | 4-2 dts Report         | Artur Music |
| Kristall    | 6-5 Report             | Catania     |
| Viareggio   | 5-3 Report             | Catania     |
| Artur Music | 1-3 Report             | Kristall    |
| Kristall    | 4-1 Report             | Viareggio   |
| Artur Music | 3-3 dts 6-7 dcr Report | Catania     |

### Gruppo I
Girone valido come semifinale della Nazaré Cup.
| Squadra                | P.ti | G | V | V+ | Vp | P | GF | GS | DR  |
| ---------------------- | ---- | - | - | -- | -- | - | -- | -- | --- |
| Falfala Kfar Qassem    | 9    | 3 | 3 | 0  | 0  | 0 | 20 | 6  | +14 |
| Casa Benfica de Loures | 5    | 3 | 1 | 1  | 0  | 1 | 13 | 12 | +1  |
| Boca Gdańsk            | 3    | 3 | 1 | 0  | 0  | 2 | 10 | 19 | –9  |
| Playas de Mazarrón     | 0    | 3 | 0 | 0  | 0  | 3 | 10 | 16 | –6  |

| Squadra 1              | Risultato      | Squadra 2          |
| ---------------------- | -------------- | ------------------ |
| Casa Benfica de Loures | 4-3 Report     | Playas de Mazarrón |
| Kfar Qassem            | 9-0 Report     | Boca Gdańsk        |
| Casa Benfica de Loures | 5-4 dts Report | Boca Gdańsk        |
| Playas de Mazarrón     | 2-6 Report     | Kfar Qassem        |
| Boca Gdańsk            | 6-5 Report     | Playas de Mazarrón |
| Casa Benfica de Loures | 4-5 Report     | Kfar Qassem        |

## Fase finale
Alla fase finale partecipano le 16 squadre qualificate dal turno precedente. Gli incontri si sono svolti tra il 31 maggio ed il 3 giugno 2018.

### Tabellone
|  | Ottavi di finale    | Ottavi di finale      |                     |       | Quarti di finale          | Quarti di finale          |  |  | Semifinali | Semifinali |  |  | Finale | Finale |
|  |                     |                       |                     |       |                           |                           |  |  |            |            |  |  |        |        |
|  |                     |                       |                     |       |                           |                           |  |  |            |            |  |  |        |        |
|  |                     |                       |                     |       |                           |                           |  |  |            |            |  |  |        |        |
|  | Sambenedettese      | 6                     |                     |       |                           |                           |  |  |            |            |  |  |        |        |
|  | Sambenedettese      | 6                     |                     |       |                           |                           |  |  |            |            |  |  |        |        |
|  | West Deva           | 1                     |                     |       |                           |                           |  |  |            |            |  |  |        |        |
|  | West Deva           | 1                     | Sambenedettese      | 2     |                           |                           |  |  |            |            |  |  |        |        |
|  |                     |                       | Sambenedettese      | 2     |                           |                           |  |  |            |            |  |  |        |        |
|  |                     | Braga                 | 4                   |       |                           |                           |  |  |            |            |  |  |        |        |
|  | Braga               | Braga                 | 4                   | 9     |                           |                           |  |  |            |            |  |  |        |        |
|  | Braga               |                       |                     | 9     |                           |                           |  |  |            |            |  |  |        |        |
|  | Nömme               | 2                     |                     |       |                           |                           |  |  |            |            |  |  |        |        |
|  | Nömme               | 2                     | Braga               | 3     |                           |                           |  |  |            |            |  |  |        |        |
|  |                     |                       | Braga               | 3     |                           |                           |  |  |            |            |  |  |        |        |
|  |                     | Lokomotiv Mosca       | 1                   |       |                           |                           |  |  |            |            |  |  |        |        |
|  | Sporting CP         | Lokomotiv Mosca       | 1                   | 4     |                           |                           |  |  |            |            |  |  |        |        |
|  | Sporting CP         |                       |                     | 4     |                           |                           |  |  |            |            |  |  |        |        |
|  | Spartak Varna       | 2                     |                     |       |                           |                           |  |  |            |            |  |  |        |        |
|  | Spartak Varna       | 2                     | Sporting CP         | 3     |                           |                           |  |  |            |            |  |  |        |        |
|  |                     |                       | Sporting CP         | 3     |                           |                           |  |  |            |            |  |  |        |        |
|  |                     | Lokomotiv Mosca (dts) | 4                   |       |                           |                           |  |  |            |            |  |  |        |        |
|  | Lokomotiv Mosca     | Lokomotiv Mosca (dts) | 4                   | 5     |                           |                           |  |  |            |            |  |  |        |        |
|  | Lokomotiv Mosca     |                       |                     | 5     |                           |                           |  |  |            |            |  |  |        |        |
|  | Kreiss              | 1                     |                     |       |                           |                           |  |  |            |            |  |  |        |        |
|  | Kreiss              | 1                     | Braga (dcr)         | 3 (5) |                           |                           |  |  |            |            |  |  |        |        |
|  |                     |                       | Braga (dcr)         | 3 (5) |                           |                           |  |  |            |            |  |  |        |        |
|  |                     | Kristall              | 3 (4)               |       |                           |                           |  |  |            |            |  |  |        |        |
|  | BATE Borisov        | Kristall              | 3 (4)               | 2     |                           |                           |  |  |            |            |  |  |        |        |
|  | BATE Borisov        |                       |                     | 2     |                           |                           |  |  |            |            |  |  |        |        |
|  | Dinamo Batumi       | 3                     |                     |       |                           |                           |  |  |            |            |  |  |        |        |
|  | Dinamo Batumi       | 3                     | Dinamo Batumi       | 5     |                           |                           |  |  |            |            |  |  |        |        |
|  |                     |                       | Dinamo Batumi       | 5     |                           |                           |  |  |            |            |  |  |        |        |
|  |                     | KP Łódź               | 9                   |       |                           |                           |  |  |            |            |  |  |        |        |
|  | KP Łódź             | KP Łódź               | 9                   | 4     |                           |                           |  |  |            |            |  |  |        |        |
|  | KP Łódź             |                       |                     | 4     |                           |                           |  |  |            |            |  |  |        |        |
|  | Melistar Melilla    | 3                     |                     |       |                           |                           |  |  |            |            |  |  |        |        |
|  | Melistar Melilla    | 3                     | KP Łódź             | 2     |                           |                           |  |  |            |            |  |  |        |        |
|  |                     |                       | KP Łódź             | 2     |                           |                           |  |  |            |            |  |  |        |        |
|  |                     | Kristall              | 3                   |       | Finale per il terzo posto | Finale per il terzo posto |  |  |            |            |  |  |        |        |
|  | Vybor               | Kristall              | 3                   | 2     | Finale per il terzo posto | Finale per il terzo posto |  |  |            |            |  |  |        |        |
|  | Vybor               |                       |                     | 2     |                           |                           |  |  |            |            |  |  |        |        |
|  | Alanya Belediyespor | 3                     |                     |       |                           |                           |  |  |            |            |  |  |        |        |
|  | Alanya Belediyespor | 3                     | Alanya Belediyespor | 4     | Lokomotiv Mosca           | 3                         |  |  |            |            |  |  |        |        |
|  | Finale Nazaré Cup   |                       | Alanya Belediyespor | 4     | Lokomotiv Mosca           | 3                         |  |  |            |            |  |  |        |        |
|  |                     | Kristall              | 6                   |       | KP Łódź                   | 4                         |  |  |            |            |  |  |        |        |
|  | Kristall            | Kristall              | 6                   | 3     | KP Łódź                   | 4                         |  |  |            |            |  |  |        |        |
|  | Kristall            |                       |                     | 3     |                           |                           |  |  |            |            |  |  |        |        |
|  | Falfala Kfar Qassem | 2                     |                     |       |                           |                           |  |  |            |            |  |  |        |        |
|  | Falfala Kfar Qassem | 2                     |                     |       |                           |                           |  |  |            |            |  |  |        |        |

### Tabellone 5º-8º posto
|  | Semifinali          | Semifinali          | Semifinali          |                     |             | Finale 5º posto | Finale 5º posto | Finale 5º posto |  |
|  |                     |                     |                     |                     |             |                 |                 |                 |  |
|  | Sambenedettese      | Sambenedettese      | 3 (2)               |                     |             |                 |                 |                 |  |
|  | Sambenedettese      | Sambenedettese      | 3 (2)               |                     |             |                 |                 |                 |  |
|  | Sporting CP (dcr)   | Sporting CP (dcr)   | 3 (3)               |                     |             |                 |                 |                 |  |
|  | Sporting CP (dcr)   | Sporting CP (dcr)   | 3 (3)               |                     | Sporting CP | Sporting CP     | 7               |                 |  |
|  |                     |                     |                     |                     | Sporting CP | Sporting CP     | 7               |                 |  |
|  |                     |                     | Alanya Belediyespor | Alanya Belediyespor | 4           |                 |                 |                 |  |
|  | Dinamo Batumi       | Dinamo Batumi       | Alanya Belediyespor | Alanya Belediyespor | 4           | 2               |                 |                 |  |
|  | Dinamo Batumi       | Dinamo Batumi       |                     |                     |             | 2               |                 |                 |  |
|  | Alanya Belediyespor | Alanya Belediyespor | 7                   |                     |             | Finale 7º posto | Finale 7º posto | Finale 7º posto |  |
|  | Alanya Belediyespor | Alanya Belediyespor | 7                   |                     |             |                 |                 |                 |  |
|  |                     |                     |                     |                     |             |                 |                 |                 |  |
|  |                     |                     |                     |                     |             | Sambenedettese  | Sambenedettese  | 6               |  |
|  |                     |                     |                     |                     |             | Sambenedettese  | Sambenedettese  | 6               |  |
|  |                     |                     |                     |                     |             | Dinamo Batumi   | Dinamo Batumi   | 1               |  |

### Tabellone 9º-16º posto
|  | Finale 13º posto | Finale 13º posto | Finale 13º posto |  |  | Semifinali 13º-16º posto | Semifinali 13º-16º posto | Semifinali 13º-16º posto |  |  | Quarti di finale | Quarti di finale    | Quarti di finale |  |                  | Semifinali 9º-12º posto | Semifinali 9º-12º posto | Semifinali 9º-12º posto |  |                  | Finale 9º posto  | Finale 9º posto     | Finale 9º posto |
|  |                  |                  |                  |  |  |                          |                          |                          |  |  |                  |                     |                  |  |                  |                         |                         |                         |  |                  |                  |                     |                 |
|  |                  |                  |                  |  |  |                          |                          |                          |  |  |                  | West Deva           | 3                |  |                  |                         |                         |                         |  |                  |                  |                     |                 |
|  |                  |                  |                  |  |  |                          |                          |                          |  |  |                  | Nömme               | 2                |  |                  |                         |                         |                         |  |                  |                  |                     |                 |
|  |                  |                  |                  |  |  |                          | Nömme                    | 3                        |  |  |                  |                     |                  |  |                  | West Deva               | 4                       |                         |  |                  |                  |                     |                 |
|  |                  |                  |                  |  |  |                          | Kreiss                   | 6                        |  |  |                  |                     |                  |  |                  | Spartak Varna           | 0                       |                         |  |                  |                  |                     |                 |
|  |                  |                  |                  |  |  |                          |                          |                          |  |  | Spartak Varna    | 4                   |                  |  |                  |                         |                         |                         |  |                  |                  |                     |                 |
|  |                  |                  |                  |  |  |                          |                          |                          |  |  |                  | Kreiss              | 3                |  |                  |                         |                         |                         |  |                  |                  |                     |                 |
|  |                  | Kreiss           | 5                |  |  |                          |                          |                          |  |  |                  |                     |                  |  |                  |                         |                         |                         |  |                  | West Deva        |                     |                 |
|  |                  | Vybor            | 10               |  |  |                          |                          |                          |  |  |                  |                     |                  |  |                  |                         |                         |                         |  | Melistar Melilla | w/o              |                     |                 |
|  |                  |                  |                  |  |  |                          |                          |                          |  |  |                  | BATE Borisov        | 6                |  |                  |                         |                         |                         |  |                  |                  |                     |                 |
|  |                  |                  |                  |  |  |                          |                          |                          |  |  |                  | Melistar Melilla    | 7                |  |                  |                         |                         |                         |  |                  |                  |                     |                 |
|  |                  |                  |                  |  |  | BATE Borisov             | 3                        |                          |  |  |                  |                     |                  |  | Melistar Melilla | 4                       |                         |                         |  |                  |                  |                     |                 |
|  | Finale 15º posto | Finale 15º posto | Finale 15º posto |  |  |                          | Vybor (dts)              | 5                        |  |  |                  |                     |                  |  |                  | Falfala Kfar Qassem     | 3                       |                         |  | Finale 11º posto | Finale 11º posto | Finale 11º posto    |                 |
|  |                  | Nömme            | 5                |  |  |                          |                          |                          |  |  |                  | Vybor               | 3                |  |                  |                         |                         |                         |  |                  | Spartak Varna    | 2                   |                 |
|  |                  | BATE Borisov     | 8                |  |  |                          |                          |                          |  |  |                  | Falfala Kfar Qassem | 4                |  |                  |                         |                         |                         |  |                  |                  | Falfala Kfar Qassem | 5               |

## Classifica finale
| Posizione | Squadra             |
| --------- | ------------------- |
|           | Braga               |
| 2         | Kristall            |
| 3         | KP Łódź             |
| 4         | Lokomotiv Mosca     |
| 5         | Sporting CP         |
| 6         | Alanya Belediyespor |
| 7         | Sambenedettese      |
| 8         | Dinamo Batumi       |
| 9         | Melistar Melilla    |
| 10        | West Deva           |
| 11        | Falfala Kfar Qassem |
| 12        | Spartak Varna       |
| 13        | Vybor               |
| 14        | Kreiss              |
| 15        | BATE Borisov        |
| 16        | Nömme               |

## Classifica marcatori
Giocatori che hanno segnato almeno 5 goal
21 goal
- Llorenç Gómez ( Falfala Kfar Qassem)

15 goal
- Vladislav Aksenov ( Bate Borisov)
- Gabriele Gori ( Viareggio)
- Cem Keskin ( Alanya Belediyespor)

13 goal
- Christian Biermann ( Melistar Melilla)
- Lucão ( Lokomotiv)
- Jordan Santos ( Sporting)

12 goal
- Carlos Carballo ( Casa Benfica de Loures)
- Leo Martins ( Braga)
- Mauricinho ( Kristall)
- Noel Ott ( Falfala Kfar Qassem)

11 goal
- Kirill Romanov ( Kristall)

10 goal
- Bokinha ( Braga)
- Oleg Zborovskiy ( Vybor)

9 goal
- Alan Cavalcanti ( Casa Benfica de Loures)
- Chiky ( Melistar)
- Eudin ( Catania)
- Amar Yatim ( Falfala Kfar Qassem)

8 goal
- Bensinha ( Sporting)
- Filip Filipov ( Spartak Varna)
- Maci ( West Deva)
- Ozu Moreira ( Falfala Kfar Qassem)
- Dmitry Shishin ( Kristall)

7 goal
- Lucas Calmon ( Boca Gdańsk)
- Fábio da Costa ( Leixões)
- Jeffrey Klijbroek ( Egmond)
- Daniel Krawczyk ( Lódz)
- Pedro Moran ( Sambenedettese)
- Boris Nikonorov ( Lokomotiv)
- Rando Rand ( Nõmme)
- Rodrigo ( Kristall)
- Bryan Yano ( Viareggio)

6 goal
- Daniel Baran ( Boca Gdańsk)
- Francesco Corosiniti ( Catania)
- Fabricio ( Casa Benfica de Loures)
- Filipe ( Braga)
- Dmitrijs Jakovlevs ( Kreiss)
- Be Martins ( Braga)
- Pablo Perez ( Sambenedettese)
- Dario Ramachiotti ( Viareggio)
- Aleh Slavutsin ( Bate Borisov)
- Eduard Suarez ( Dynamo Batumi)
- Witold Ziober ( Boca Gdańsk)

5 goal
- Ihar Bryshtel ( Bate Borisov)
- Jeremy Bru ( Marsielle)
- Miguel Carvalho ( GR Amigos Paz)
- Marco Costa da Silva ( Salgueiros 08)
- Cuman ( Alanya Belediyespor)
- Andre Goncalves ( Portsmouth)
- Glenn Hodl ( Boca Gdańsk)
- Jordan ( Sambenedettese)
- Majer ( Sporting)
- Tiago Miguel Mateus ( Casa Benfica de Loures)
- Nelito ( Lokomotiv)
- Artur Paporotnyi ( Lokomotiv)
- Mikhail Semenov ( APS Napoli Patron)
- Dzianis Samsonov ( Bate Borisov)
- Dejan Stankovic ( Catania)
- Emmanuele Zurlo ( Catania)